# 제25보병여단 (캐나다)
제25캐나다보병여단(영어: 25th Canadian Infantry Brigade)은 주한 영연방군의 일부로 참여한 캐나다의 전투 편성 부대다. 3개의 보병대대와 2개의 기갑부대로 구성되었지만, 전쟁 중 여러 독립 부대가 예하 부대로 편성되었다. 
1951년까지 여단의 훈련과 무장을 마칠 계획이었지만, 인천 상륙 작전의 성공으로 프린세스 패트리샤 캐나다 경보병연대 제2대대만 초기에 파견되었다. 패트리샤 공주 경보병연대는 제27보병여단에 복무하는 동안 가평 전투에서의 업적으로 미국 대통령 훈장을 받았다. 제25보병여단은 1955년을 끝으로 한반도에서 복무를 마쳤다.

## 같이 보기
- 재한유엔기념공원